# Wade Hampton Frost
Wade Hampton Frost (Marshall, Virginia, 3 de marzo de 1880-Baltimore, Maryland, 1 de mayo de 1938) fue médico, profesor y presidente del primer Departamento de Epidemiología de la Escuela de Salud Pública Johns Hopkins Bloomberg.

## Biografía
Frost nació el 3 de marzo de 1880 y fue el séptimo de ocho hijos de un médico local del condado de Marshall. Su educación básica la obtuvo en casa bajo la tutela de su madre, excepto los dos últimos años, que fueron en internados. En 1901, Frost recibió su licenciatura y en 1903, su título en medicina, con énfasis en matemáticas y habilidades de análisis clínico, ambos de la Universidad de Virginia.
En 1905, Frost se incorporó como cirujano asistente 1 en el Marine Hospital Service (ahora el Servicio de Salud Pública de los Estados Unidos). Al año siguiente, actuó en el control de la epidemia de fiebre amarilla en Estados Unidos. En 1909, fue ascendido a cirujano asistente 2 (traducción gratuita de past assistant surgeon en inglés), fue enviado al Laboratorio de Higiene (precursor de los Institutos Nacionales de Salud), donde se interesó por la epidemiología. Finalmente, en 1917, se convirtió en cirujano.
Con el brote de gripe de 1918, el dramático aumento de muertes, el cierre de escuelas en la costa este de los Estados Unidos y la saturación de hospitales, los esfuerzos de Frost por comprender la dinámica de una epidemia se intensificaron. Para seguir el progreso de la pandemia en su país, Frost y su colega Edgar Sydenstricker diseñaron una encuesta de salud nacional. Casa por casa, y siguiendo una muestra estadísticamente representativa, los entrevistadores pudieron completar alrededor de 11 300 cuestionarios, que recogieron la edad y el sexo de todos los residentes de cada casa, así como la fecha y duración de los casos de neumonía o gripe , leve, severo o fatal. El resultado de esta investigación fue el desarrollo de un método para estimar la tasa de mortalidad de la pandemia de 1918, conocido como método de exceso de mortalidad, que actualmente utilizan los Centros para el Control y la Prevención de Enfermedades (CDC) de EE. UU para calcular el número de muertos por COVID-19.
En 1919, comenzó su carrera en la Escuela de Salud Pública Bloomberg, que forma parte de la Universidad Johns Hopkins, siendo el primer profesor residente en el recién inaugurado Departamento de Epidemiología. Fue ascendido a profesor en 1921 y se desempeñó como presidente del departamento de 1919 a 1938. En la década de 1920, en colaboración con el matemático Lowell Reed, desarrolló un modelo de epidemia estocástica, conocido como Modelo Reed-Frost, que se difundió ampliamente en la comunidad científica y se convirtió en un programa de televisión. Frost renunció al Servicio de Salud Pública en 1929 para dedicar todo su tiempo a Johns Hopkins. Fue nombrado Decano de la Escuela de Higiene y Salud Pública en 1931 y ocupó ese cargo hasta 1934. 
A lo largo de su carrera, Frost fue autor de sesenta y tres publicaciones científicas (dos publicadas póstumamente). Aproximadamente el 75% eran de un solo autor y casi la mitad (29 de 63; 46%) apareció en revistas como Public Health Reports, American Journal of Epidemiology y Hygienic Laboratory Bulletin (precursor del National Institute of Health Bulletin). La poliomielitis fue el tema más común en sus artículos antes de ingresar a la Escuela de Salud Pública Bloomberg, donde luego publicó sobre la gripe, la difteria y la tuberculosis. Murió en Baltimore, Maryland, el 1 de mayo de 1938, de cáncer de esófago.